# Sprachbund
Un Sprachbund (‘unión de idiomas’ en alemán, pronunciado AFI: [ʃpraːx.bʊnt], pl. sprachbünde [ˈʃpraːxˌbyndə]), o área de convergencia lingüística,  se define como un grupo de idiomas que han adquirido algunas similitudes en sus sistemas gramaticales o fonéticos por causa de la proximidad geográfica. 
La noción de sprachbund fue propuesta por vez primera por el lingüista ruso Nikolái Trubetskói en su artículo «La Torre de Babel y la mezcolanza de lenguas» («Вавилонская башня и смешение языков») en 1923. Muchas veces, el término área lingüística también se emplea para los sprachbünde, aunque por lo general un área lingüística se refiere a una región geográfica que comparte una lengua con sus variantes dialectales o, a su vez, un grupo de lenguas mutuamente inteligibles (como el caso de las lenguas escandinavas). Este tipo de áreas lingüísticas recibe también el nombre sprachraum. En su interpretación más genérica, un área lingüística puede abarcar ambos conceptos.
Los idiomas que forman parte de un sprachbund pueden pertenecer o no a una misma familia lingüística, o tener relaciones muy distantes. El término sprachbund no se aplica si todas las lenguas están emparentadas y sus similitudes pueden explicarse en términos de conservación de características heredadas de la protolengua de la que todas derivan. Por eso a la hora de decidir si cierto grupo de lenguas constituye un sprachbund es importante conocer si existe entre ellas relación genética.

## Ejemplos desprachbünde
Ejemplos de áreas lingüísticas o sprachbünde son:
- Área lingüística balcánica
- Área lingüística mesoamericana
- Área lingüística amazónica
- Área lingüística andina

Una lista más amplia de las áreas geográficas comúnmente aceptadas y bien documentadas es la siguiente:
- Los Balcanes (Europa)
- Etiopía (África)
- Mesoamérica (América)
- Noroeste del Pacífico (América del Norte)
- Cuenca del Vaupés (Amazonia)
- Sureste asiático (Asia)
- Tierra de Arnhem oriental (Australia)
- Río Daly (Australia)